# Chaetopelma altugkadirorum
Chaetopelma altugkadirorum ist eine Vogelspinnenart. Ihr Verbreitungsgebiet ist die Türkei (Yayladağı Landkreis in der Provinz Hatay) und Syrien. Die Spinne gehört zu den erdbewohnenden Arten. Das Artepitheton (altugkadirorum) ehrt die türkischen Arachnologen Altuğ Kızıltuğ und Kadir Boğaç Kunt.

## Merkmale
Die Tiere erreichen eine Körperlänge von 31 mm (Männchen) bis 41 mm (Weibchen) und gehören damit zu den größeren Arten der Gattung Chaetopelma. Die Beine, die Pedipalpen und die Cheliceren sind grau-beige-braun gefärbt mit blassen Haaren. Der Hinterleib ist dunkler braun mit langen, struppigen, blassen Haaren. Bei den Weibchen sind die Haare an der Bauchseite kürzer und orange-braun. Der Carapax ist rosa-braun, bei den Männchen wollig, bei den Weibchen weniger wollig, behaart. Sternum und die Bauchseiten der Coxae sind bei den Weibchen grau-braun. Bei den Männchen sitzen an der Mundöffnung (Labium) 55, an den Maxillen 230 Dörnchen (Cuspules), bei den Weibchen sind es 73 und 220 Dörnchen.

## Lebensweise
Am Fundort des Typusexemplars (Typuslokalität) in 475 m Höhe wurde Chaetopelma altugkadirorum in lichten  Pinienwäldern in bis zu 50 cm tiefen Höhlen gefunden. Die Höhlen wurden oft an verrottenden Baumstümpfen, entlang von zerfallenen Wurzeln beobachtet. Der weibliche Paratypus wurde mit Jungspinnen in einem dicht mit Spinnfäden ausgekleideten Unterschlupf unter dem Bordstein eines Fußweges entdeckt.

## Taxonomie
Chaetopelma altugkadirorum ist eng mit Chaetopelma olivaceum verwandt, beide Arten zeigen Ähnlichkeiten bezüglich der Spermathek und der Bulben. Morphologische und ökologische Unterschiede stützen allerdings die Unterscheidung als eigene Arten. Die Gattung Chaetopelma umfasst damit fünf Arten, von denen mit C. altugkadirorum, C. olivaceum, C. karlamani und C. concolor vier Arten im Mittelmeerraum vorkommen.